# Herbert Williams
Herbert Williams (24 de julho de 1908 — 10 de janeiro de 1990) é um velejador estadunidense, campeão olímpico.

## Carreira
Williams consagrou-se campeão olímpico ao vencer a série de regatas da classe Star nos Jogos Olímpicos de Verão de 1956 em Melbourne ao lado de Lawrence Low como tripulantes do Kathleen.